# Umberto Benedetti Michelangeli
Pour les articles homonymes, voir Benedetti et Michelangeli (homonymie).
Umberto Benedetti Michelangeli, aussi Umberto Benedetti Michelangeli Jr. (né le 16 juillet 1952 à Montichiari, dans la province de Brescia en Italie) est un chef d'orchestre italien, neveu du célèbre pianiste Arturo Benedetti Michelangeli,.

## Biographie

### Formation
Umberto Benedetti Michelangeli commence la pratique instrumentale du violon avec sa tante, puis étudie au conservatoire de Milan avec comme maîtres Conter, Bettinelli, Gusella et Ferrara. 

### Activité
Il dirige régulièrement des orchestres, tant en Italie que dans toute l'Europe. En particulier, il est le chef titulaire de l'orchestre de chambre de Mantoue depuis 1984. À ce titre, ses mérites artistiques ont été récompensés par le prix Franco Abbiati en 1997. 
Il a collaboré également avec le Camerata Academica de Salzbourg pour les Schubertiades de 1996, et avec l'Orchestre de chambre de Bâle en tant que chef invité.
En 2004, Benedetti Michelangeli et l'orchestre de chambre de Mantoue ont réalisé un remarquable cycle Beethoven incluant les symphonies, les concertos ainsi que quelques-unes de ses œuvres chorales-symphoniques. 
Sur la période 2005-2007 ils ont tenu la vedette des Mozartfest de Wurtzbourg, dans un cycle consacré à la musique sacrée de Mozart.
En 2006, Umberto Benedetti Michelangeli a rejoint le Rossini Opera Festival avec Die Schuldigkeit des ersten Gebots de Mozart et La cambiale di matrimonio de Rossini.